# Csengettyűvirág
A csengettyűvirág (Adenophora) a harangvirágfélék családjába tartozó növénynemzetség. Az ide tartozó mintegy hatvan faj többsége kelet-ázsiai elterjedésű, néhány előfordul Európában is. Magyarországon egy faja fordul elő, a ritka jégkorszaki reliktum fajnak számító, 1988 óta fokozottan védett illatos csengettyűvirág, melyből egyetlen tő természetvédelmi értéke 250 000 forint.

## Leírása
A nemzetségbe tartozó növényfajok lágyszárú évelő növények, gyakran vastag, húsos gyökerekkel. A szár tőálló levelek közül emelkedik ki, de a száron magán is találhatók kisebb, a legtöbb faj esetében váltakozó állásban elhelyezkedő levelek. Virágaik lehetnek egyedülállóak, de állhatnak laza virágzatban is, pártájuk ötszirmú, többnyire harang alakú, a fajok zöménél kék színű.

## Fajai
A nemzetségbe a tudomány jelen állása szerint 62 faj tartozik, melyek az alábbiak.

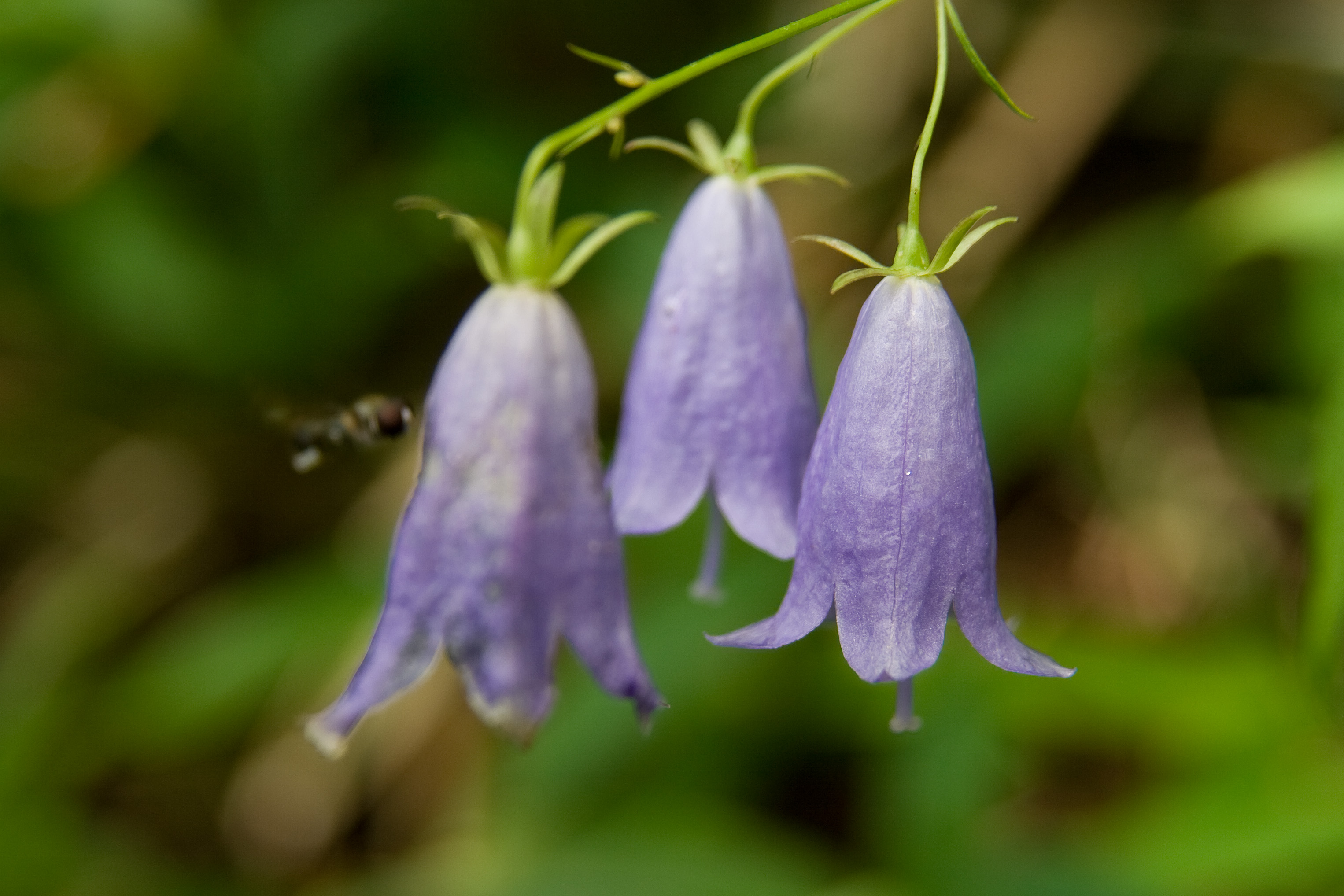
Adenophora nikoensis

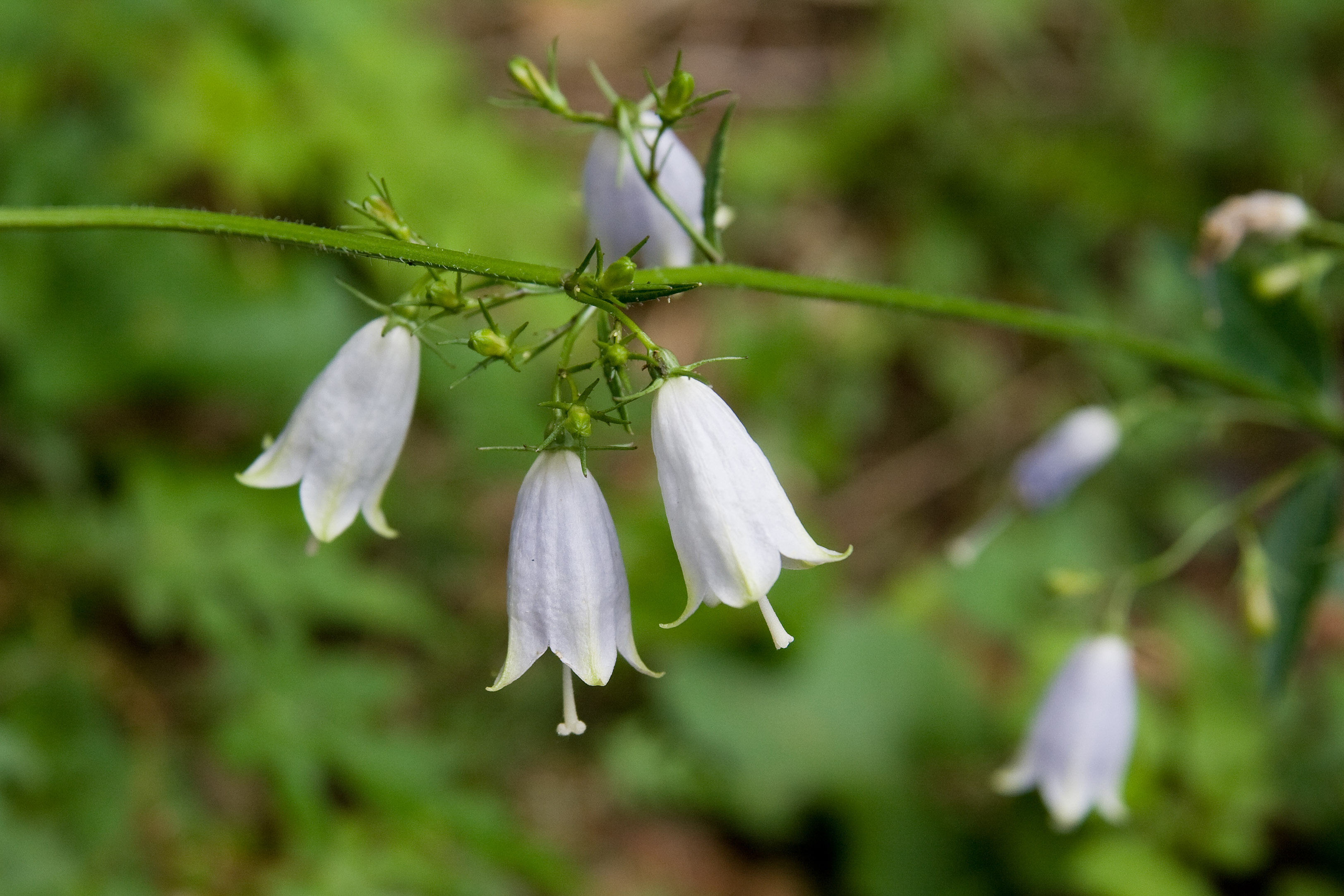
Adenophora triphylla var. japonica

1. Adenophora amurica – Hejlungcsiang
2. Adenophora brevidiscifera – Szecsuan
3. Adenophora capillaris – Csungking, Kujcsou, Hopej, Honan, Hupej, Belső-Mongólia, Senhszi, Santung, Sanhszi, Szecsuan, Jünnan
4. Adenophora changaica – Mongólia
5. Adenophora coelestis – Szecsuan, Jünnan
6. Adenophora contracta – Liaoning, Belső-Mongólia
7. Adenophora cordifolia – Honan
8. Adenophora divaricata – Honsú, Sikoku, Korea, Amur-vidék, Primorje, Habarovszk, Hopej, Hejlungcsiang, Csilin, Liaoning, Santung, Sanhszi
9. Adenophora elata – Hopej, Belső-Mongólia, Sanhszi
10. Adenophora erecta – Ulleungdo-sziget
11. Adenophora fusifolia – Dél-Korea
12. Adenophora gmelinii – Burjátföld, Csita, Amur-vidék, Primorje, Mongólia, Korea, Hopej, Hejlongcsiang, Csilin, Liaoning, Belső-Mongólia, Sanhszi
13. Adenophora golubinzevaeana – Krasznojarszk
14. Adenophora grandiflora – Korea
15. Adenophora hatsushimae – Kjúsú
16. Adenophora himalayana – Kazahsztán, Kirgizisztán, Tádzsikisztán, Tibet, Nepál, Észak-India, Hszincsiang, Kanszu, Senhszi, Szecsuan
17. Adenophora hubeiensis – Hupej
18. Adenophora × izuensis – Honsú
19. Adenophora jacutica – Jakutföld
20. Adenophora jasionifolia – Tibet, Szecsuan, Jünnan
21. Adenophora kayasanensis – Korea
22. Adenophora khasiana (syn. A. bulleyana) – Asszám, Bhután, Mianmar, Tibet, Szecsuan, Jünnan
23. Adenophora koreana – Korea
24. Adenophora lamarckii – Irkutszk, Altaj, Kazahsztán, Hszincsiang, Mongólia, Korea
25. illatos csengettyűvirág (Adenophora lilifolia) – Közép- és Kelet-Európa, Ázsia
26. Adenophora liliifolioides – Kanszu, Senhszi, Szecsuan, Tibet
27. Adenophora lobophylla – Szecsuan
28. Adenophora longipedicellata – Csungking, Kujcsou, Hupej, Szecsuan
29. Adenophora maximowicziana – Sikoku
30. Adenophora micrantha – Belső Mongólia
31. Adenophora morrisonensis – Tajvan
32. Adenophora nikoensis – Honsú
33. Adenophora ningxianica – Kanszu, Belső-Mongólia, Ninghszia
34. Adenophora palustris – Csilin, Korea, Honsú
35. Adenophora pereskiifolia – Mongólia, Japán, Korea, Hejlongcsiang, Csilin, Amur-vidék, Kuril-szigetek, Primorje, Habarovszk, Csita, Burjátföld
36. Adenophora petiolata – Anhuj, Csongking, Fucsien, Kanszu, Kuangtung, Kuanghszi, Guizhou, Hebei, Henan, Hubei, Hunan, Jiangsu, Jiangxi, Shaanxi, Shanxi, Sichuan, Csöcsiang
37. Adenophora pinifolia – Liaoning
38. Adenophora polyantha – Korea, Anhui, Gansu, Hebei, Henan, Jiangsu, Liaoning, Inner Mongolia, Ningxia, Shaanxi, Shandong, Shanxi
39. Adenophora potaninii – Kanszu, Hebei, Henan, Liaoning, Inner Mongolia, Ningxia, Qinghai, Shaanxi, Shanxi, Sichuan
40. Adenophora probatovae – Primorje
41. Adenophora racemosa – Korea
42. Adenophora remotidens – Korea
43. Adenophora remotiflora – Primorje, Japán, Korea, Mandzsúria
44. Adenophora rupestris – Irkutszk
45. Adenophora rupincola – Hubei, Hunan, Jiangxi, Szecsuan
46. Adenophora sajanensis – Krasznojarszk
47. Adenophora sinensis – Anhuj, Fucsien, Guangdong, Hunan, Jiangxi
48. Adenophora stenanthina – Mongólia, Kanszu, Hebei, Csilin, Ningxia, Qinghai, Shaanxi, Shanxi, Altai, Amur-vidék, Irkutszk, Csita, Burjátföld, Tuva
49. Adenophora stenophylla – Mongólia, Mandzsúria
50. Adenophora stricta – Korea, Japan, Anhui, Chongqing, Fujian, Gansu, Guangxi, Guizhou, Henan, Hubei, Hunan, Jiangsu, Jiangxi, Senhszi, Szecsuan, Jünnan, Csöcsiang
51. Adenophora sublata – Primorje, Habarovszk
52. Adenophora takedae – Honsú
53. Adenophora taquetii – Korea
54. Adenophora tashiroi – Fukue-sziget, Jeju-do-sziget
55. Adenophora taurica – Crimea
56. Adenophora trachelioides – Anhui, Hebei, Jiangsu, Liaoning, Inner Mongolia, Shandong, Zhejiang
57. Adenophora tricuspidata – Hejlongcsiang, Belső-Mongólia, Oroszország ázsiai területei
58. Adenophora triphylla – Korea, Japán, Rjúkjú-szigetek, Tajvan, Laosz, Vietnám, Oroszország távol-keleti területei, Szibéria
59. Adenophora uryuensis – Hokkaido
60. Adenophora wilsonii – Csungking, Kanszu, Guizhou, Hubei, Senhszi, Szecsuan
61. Adenophora wulingshanica – Beijing
62. Adenophora xifengensis – Gansu

## Felhasználásuk
Számos Adenophora-fajt felhasználnak a hagyományos kínai gyógyászatban.
Inulinban gazdag répagyökerüket Kelet-Ázsiában fogyasztják, ahol emiatt alkalmanként termesztésbe vonják ugyan, legtöbbször azonban vadon gyűjtik.

## Fordítás
Ez a szócikk részben vagy egészben  az   Adenophora című angol Wikipédia-szócikk fordításán alapul.  Az eredeti cikk szerkesztőit annak laptörténete sorolja fel. Ez a jelzés csupán a megfogalmazás eredetét és a szerzői jogokat jelzi, nem szolgál a cikkben szereplő információk forrásmegjelöléseként.